# Jagoda Murczyńska
Jagoda Hanna Murczyńska (ur. 15 maja 1982 w Krakowie, zm. 11 lutego 2022 w Warszawie) – kulturoznawczyni, psycholożka, znawczyni i popularyzatorka kina Azji Wschodniej oraz Południowo-Wschodniej, przede wszystkim japońskiego. Badaczka teorii mody, roli i znaczenia kulturowego kostiumów filmowych. Autorka, tłumaczka i redaktorka książek, artykułów, podkastów, wideoesejów.

## Życiorys
Murczyńska ukończyła studia licencjackie w Katedrze Porównawczych Studiów Cywilizacji UJ i studia magisterskie z zakresu psychologii stosowanej na tej samej uczelni.
Od roku 2012 selekcjonerka i współorganizatorka azjatyckiego festiwalu filmowego Pięć Smaków. Od 2020 była członkinią zarządu Fundacji Sztuki Arteria.

## Twórczość
Publikowała m.in. w Kinie i w Ekranach oraz na portalach Stopklatka i Dwutygodnik. Pisała o kinematografiach Malezji czy Tajlandii, a także o przedstawicieli nowego kina japońskiego – Siona Sono, Tetsuyi Nakashimy, Naomi Kawase. Do monografii „Kino końca wieku. Historia kina, tom 4” napisała rozdział o historii kina Azji Południowo-Wschodniej lat 1980-2000. Pojawiała się regularnie w polskich mediach, udzielając eksperckich wypowiedzi na tematy związane z kinematografiami azjatyckimi.
We współpracy z Ha!art i festiwalem Pięć Smaków przygotowała redakcję książki „Cicha eksplozja. Nowe kino Azji Wschodniej i Południowo-Wschodniej” (2016), która przyniosła jej nagrodę Polskiego Instytutu Sztuki Filmowej za najlepszą książkę o tematyce filmowej. Wraz z festiwalem przygotowała również książkę „Made in Hong Kong. Kino czasu przemian” (2019). W ostatnich latach pracowała nad publikacją poświęconą kostiumowi w kinie polskim, która czeka na wydanie.
Tłumaczka i redaktorka książki „Za różową kurtyną. Historia japońskiego kina erotycznego” Jaspera Sharpa (2011) oraz „Inteligencja osobowościowa” (2015). Współredagowała również „Nie tylko Bollywood” (2009), „Władczynie spojrzenia” (2010), „Dziedzictwo Sinobrodego: śmierć i tajemnice od Bartóka do Hitchcocka” (2013) i „Oblicza kina queer” (2014).
W latach 2020–2022 prowadziła z Marcinem Krasnowolskim podcast „Azja kręci”.

## Życie prywatne
Była partnerką reżysera i badacza filmu Kuby Mikurdy, z którym miała córkę.
Zmarła w 2022 roku w wieku 39 lat w wyniku choroby serca. Pochowana w Bochni na cmentarzu komunalnym.